# 第11回全国中等学校蹴球選手権大会
第11回全国中等学校蹴球選手権大会（だい11かいぜんこくちゅうとうがっこうしゅうきゅうせんしゅけんたいかい）は、大阪毎日新聞主催により1929年1月に南甲子園運動場で開催された全国中等学校蹴球選手権大会である。

## 参加チーム
- 青山師範(東京・初出場)
- 富山師範(富山・2年連続2回目)
- 愛知一師範(愛知・3年ぶり2回目)
- 滋賀師範(滋賀・4年ぶり3回目)
- 明星商(大阪・4年ぶり9回目)
- 御影師範(兵庫・2年連続11回目)
- 広島一中(広島・2年連続3回目)
- 平壌高普(朝鮮・初出場)

## 試合結果

### 1回戦
- 御影師範 11 - 0 滋賀師範
- 明星商 3 - 1 富山師範
- 青山師範 4 - 2 愛知一師範
- 平壌高普 3 - 2 広島一中

### 準決勝
- 平壌高普 4 - 0 明星商
- 御影師範 4 - 2 青山師範

### 決勝
- 御影師範 6 - 5 平壌高普